# Riosucio (Chocó)
Riosucio ist eine Gemeinde (municipio) im Departamento Chocó in Kolumbien.

## Geographie
Riosucio liegt im Norden von Chocó im Urwaldgebiet des Darién am Río Atrato. An die Gemeinde grenzen im Norden die Provinz Darién in Panama sowie Unguía, im Osten Turbo, Mutatá und Dabeiba im Departamento de Antioquia, im Süden Carmen del Darién und Bahía Solano und im Westen Juradó und die Provinz Darién in Panama. Auf dem Gebiet von Riosucio liegt ein Großteil des Nationalparks Los Katíos.

## Bevölkerung
Die Gemeinde Riosucio hat 29.036 Einwohner, von denen 8723 im städtischen Teil (cabecera municipal) der Gemeinde leben (Stand: 2019).

## Persönlichkeiten
- Tressor Moreno (* 1979), Fußballspieler